# Odilon Nunes
Odilon José Nunes (Amarante, 10 de outubro de 1899 — Teresina, 22 de agosto de 1989) foi um professor e historiador brasileiro, membro da Academia Piauiense de Letras. Primeiro ocupante da cadeira 34, cujo patrono é Anísio Brito.

## Biografia
Filho do empresário, político e capitão da Guarda Nacional Gil José Nunes e de sua esposa e prima, D. Presilina Liberalina Ribeiro do Bonfim, ambos oriundos de tradicionais famílias nordestinas.
Fez seus estudos regulares em Amarante, porém, consagrou-se como autodidata, sedimentando conhecimento na leitura dos clássicos. Depois de peregrinações, na juventude, por diversos recantos do nordeste e sudeste do Brasil, retorna à sua cidade natal, dedicando-se com sacerdócio ao magistério, profissão que abraçou por toda a vida. Logo, fundou o Colégio Amarantino, que funcionou de 1928 a 1932, proporcionando à juventude de sua terra a oportunidade de abeberar-se em sábias lições.
Mais tarde, muda-se para Teresina, Capital do Estado, dando continuidade à sua atividade profissional. Tornou-se professor e diretor da Escola Normal Oficial do Estado e do Liceu Piauiense, duas tradicionais escolas. Foi, também, Inspetor Técnico do Ensino, coordenador do Censo Estatístico Escolar, diretor da Instrução Pública do Estado e membro do Conselho Estadual de Educação, ocupando desta forma, os mais destacados cargos na educação piauiense.
Apaixonado pela historiografia dedicou-se com afinco e denodo à pesquisa histórica, legando uma obra de repercussão nacional. Foi sempre, na medida do possível, às fontes primárias, elucidando passagens até então obscuras de nossa história. Era um pesquisador criterioso, um analista profundo, um sábio exegeta que sabia prestigiar a fonte documental cotejando-a com outros dados de pesquisa. Por essa razão, sua obra é altamente credenciada e um divisor de águas na historiografia piauiense. Estreou em livro no ano de 1931, com O Piauí na história, seguindo uma série de obras de alto valor, que consagraram definitivamente seu nome na historiografia brasileira. Aos poucos essa obra vem sendo reeditada por iniciativa da Academia Piauiense de Letras e de instituições oficiais.
Como reconhecimento pelo seu trabalho de historiador recebeu da Universidade Federal do Piauí o título de doutor “honoris causa”. Também, as medalhas do “Mérito Joaquim Nabuco”, de Pernambuco, e do “Mérito Visconde da Parnaíba”, do Instituto Histórico de Oeiras. Pertencia à Academia Piauiense de Letras e ao Instituto Histórico e Geográfico do Piauí.
Odilon Nunes foi casado com D. Maria do Carmo Veras Nunes, não deixando descendência.
Legou sua biblioteca à “Casa Odilon Nunes”, museu e biblioteca fundados em Amarante, no “Casarão dos Nunes”, residência de seus genitores, hoje mantido pela Estado.
Em 1999, por iniciativa da Academia Piauiense de Letras, Conselho Estadual de Cultura e Fundação Estadual de Cultura e do Desporto, entre outras instituições culturais, foi comemorado o centenário de seu nascimento com promoção de ciclos de palestras e debates sobre sua obra. Também, a Academia de Letras do Médio Parnaíba, com sede em Amarante, que o elegeu para patrono de uma de suas cadeiras, promoveu debate sobre sua obra. A Assembleia Legislativa do Estado do Piauí designou o Museu do Piauí com o nome do historiador. A Prefeitura de Teresina criou um centro de formação educacional com o seu nome e a Câmara Municipal da mesma cidade o homenageou com o nome de uma rua. Dessa forma, o Piauí reconhece o trabalho do inolvidável mestre. Aliás, sua obra vem merecendo apreciação de muitos intelectuais, a cada dia aumentando sua fortuna crítica.
Segundo o historiador José Honório Rodrigues: “Odilon Nunes é um pesquisador notável, fiel à verdade histórica, buscada nas fontes primárias. Poucos Estados terão um pesquisador e historiador tão seguro, tão correto, tão autêntico” (Jornal do Brasil, 28.04.1973).

## Obras do autor
- O Piauí na História (1931)
- Primeiros Currais (1957)
- Economia e Finanças: Piauí Colonial (1959)
- Devassamento e Conquista do Piauí (1960)
- O Piauí, seu povoamento e seu desenvolvimento (1960)
- Independência do Piauí (Conferência - 1960)
- Súmula de História do Piauí (1963)
- São Gonçalo de Amarante (Artigo - 1967)
- A mudança da capital de Oeiras para Teresina (1967)
- Pesquisas para a história do Piauí – 4 volumes
- O Piauí: escorço histórico (sem data)
- Um desafio da historiografia do Brasil (1979)
- Depoimentos Históricos (1981)
- Casos e cousas da historiografia piauiense (Revista Presença, 1983)
- Documentos coligidos (sem data)
- Raízes do Terceiro Mundo (1987)